# Общество Христа для Заграничной Полонии
Общество Христа для Заграничной Полонии, Общество Христа (лат. Societas Christi pro Emigrantibus Polonis, SChr) — название монашеской конгрегации католических священников в Польше, оказывающие духовную помощь и поддержку полякам, которые по тем или иным причинам вынуждены были покинуть Родину. Члены конгрегации живут согласно девизу: «Пусть Христос сформируется в вашем сердце».

## История конгрегации
В результате раздела Польши в 18 — 19 веках, поляки оказались в пределах разных государств, внутри которых они могли свободно мигрировать. Условия жизни в Польше часто принуждали их к поиску заработков за границей, поэтому, когда в 1918 году вновь образовалось польское государство, многие поляки оказались далеко за его пределами — в обеих Америках, в Австралии, в СССР и в странах Европы.
Глава польской Католической Церкви, кардинал Август Хлонд, обеспокоенный духовным состоянием эмигрировавших поляков, в 1929 году, будучи в Риме на аудиенции у римского папы Пия XI, попросил у него благословения для создания особой монашеской конгрегации священников для работы с польскими эмигрантами. Римский папа Пий XI дал название для новой ордена: «Societas Christi pro Emigrantibus».
10 июня 1931 года кардинал Хлонд получил от Конгрегации Монашеских Орденов в Польше разрешение для основания конгрегации. В сентябре 1932 года в Потулицах были организованы реколлекции, в которых приняли участие 37 кандидатов в священники. Первым настоятелем конгрегации стал о. Игнатий Посадзы, который долгое время оставался единственным священником ордена.
Члены конгрегации издавали газеты для польских эмигрантов. Были открыты новые дома ордена в Познани и в других польских городах. Кандидаты учились в духовных семинариях Познани, Гнезно и Рима. В 1939 году орден состоял из 300 членов, среди них было 20 священников. Была начата работа с поляками в Англии, Франции, Эстонии и в Италии. C началом Второй мировой войны деятельность конгрегации замедлилась.
В оккупированной Польше 43 семинаристам удалось окончить семинарию и получить таинство священства. Члены Общества Христа работали в наиболее трудных местах, даже в лагерях для ссыльных. Многие из них специально попадали в такие лагеря, чтобы быть с людьми там, куда немецко-фашистские захватчики увозили их на каторжные работы. 38 священников из Общества Христа было в фашистских лагерях и тюрьмах, из них 25 священников погибло. После освобождения концлагерей войсками антигитлеровской коалиции часть из священников вернулась в Польшу, а часть осталась вместе с теми, кто побоялся возвращаться в страну, где уже устанавливали коммунистический режим. После войны Обществу Христа вернули всего два отобранных дома — в Познани и в Пущикове. Познанский дом стал главным центром жизни Общества Христа.
После войны значительная часть Польши осталась в границах СССР, а взамен к Польше присоединили западные земли, куда переселяли репатриантов из советской Литвы, Белоруссии и Украины. Им тоже необходима была духовная помощь, и поэтому Общество Христа занялось работой на западных территориях Польши.
В 1948 году умер кардинал Хлонд. В 1950 Общество Христа перешло в непосредственное подчинение римскому папе. В 1968 году умер первый настоятель ордена, о. Игнатий Посадзы.

## Современное состояние
По данным на 2014 год конгрегация состоит из 475 членов, из которых 398 священников. Общество имеет свои провинции в Австралии, Новой Зеландии, Исландии, Великобритании, ЮАР, Бразилии, Аргентине, Уругвае, США, Канаде, Германии, Голландии, Италии, Польше, Франции.
Общество Христа издаёт молодёжный католический журнал «Любите друг друга», издающийся на десяти европейских языках и распространяющийся в католических приходах бывшего СССР, а также журнал «Святая месса». Общество Христа выпускает многочисленные печатные издания в собственном издательстве Hlondianum.
Общество Христа обратилось в Святой Престол с просьбой начать процесс беатификации кардинала Августа Хлонда.